# Dothiorella sarmentorum
Dothiorella sarmentorum är en svampart som först beskrevs av Elias Fries, och fick sitt nu gällande namn av A.J.L. Phillips, A. Alves & J. Luque 2005. Dothiorella sarmentorum ingår i släktet Dothiorella och familjen Botryosphaeriaceae.   Inga underarter finns listade i Catalogue of Life.